# Sal Borgese
Salvatore Borgese, detto Sal (Roma, 5 marzo 1937), è un attore e stuntman italiano.

## Biografia
Nato a Roma da padre calabrese e madre siciliana, Borgese ha partecipato come stuntman e attore a oltre 80 film di vario genere, dalle commedie, ai western, ai film d'avventura e poliziesco. In seguito divenne anche maestro d'armi. Ha lavorato anche con Bud Spencer e Terence Hill nei seguenti film: Si può fare... amigo (1972); ...e poi lo chiamarono il Magnifico (1972); Pari e dispari (1978); Poliziotto superpiù (1980) e Chi trova un amico trova un tesoro (1981). Ha inoltre partecipato a due puntate della fiction Don Matteo: La strategia dello scorpione (prima serie, 2000) e Falsa partenza (quinta serie, 2006).
Altri suoi film sono La battaglia di El Alamein (1969); Il corsaro nero (1971); Lo chiamavano Tresette... giocava sempre col morto (1973); Il Corsaro Nero (1976); La banda del gobbo (1977); La tigre è ancora viva: Sandokan alla riscossa! (1977); Messalina, Messalina! (1977); La mazzetta (1978); Ciao nemico (1982); I picari (1988); Natura contro (1988); Il padrino - Parte III (1990); Le comiche (1990) e Johnny Stecchino (1991).
Nei titoli di testa è stato accreditato per lo più come Sal Borgese, oltre che Salvatore Borghese, Michael Franz, Dick Gordon. Nel 1995 gli è stata conferita una menzione speciale per il "doppiaggio fisico" alla prima edizione del Leggio d'oro. Suo figlio, Alessandro Borgese, è a sua volta stuntman e stunt coordinator.

## Omaggi
Nel 2020 la band svizzera The Vad Vuc ha omaggiato l’attore nel brano Bud & Terence.

## Filmografia parziale

### Cinema

Sal Borgese (al centro) e Lino Coletta (a destra) in una scena del film Lo chiamavano Tresette... giocava sempre col morto (1973)

Sal Borgese nel ruolo di Ninfus in Pari e dispari (1978)

Sal Borgese (a sinistra) in una scena del film 3 Supermen contro il Padrino (1979)

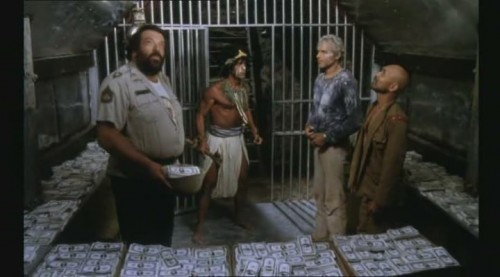
Da sinistra: Bud Spencer, Sal Borgese, Terence Hill e John Fujioka in Chi trova un amico trova un tesoro (1981)

- La vendetta dei barbari, regia di Giuseppe Vari (1960)
- Barabba, regia di Richard Fleischer (1961)
- La musa, episodio di I mostri, regia di Dino Risi (1963)
- Il trionfo dei dieci gladiatori, regia di Nick Nostro (1964)
- Agente 3S3 - Passaporto per l'inferno regia di Sergio Sollima (1965)
- A 008, operazione Sterminio, regia di Umberto Lenzi (1965)
- Il gladiatore che sfidò l'impero, regia di Domenico Paolella (1965)
- Inferno a Caracas (Fünf vor 12 in Caracas), regia di Marcello Baldi (1966)
- Un milione di dollari per 7 assassini, regia di Umberto Lenzi (1966)
- Le spie amano i fiori, regia di Umberto Lenzi (1966)
- Due once di piombo, regia di Maurizio Lucidi (1966)
- Agente 3S3 - Massacro al sole regia di Sergio Sollima (1966)
- I fantastici 3 Supermen, regia di Gianfranco Parolini (1967)
- 3 Supermen a Tokio, regia di Bitto Albertini (1967)
- Il pistolero segnato da Dio, di Giorgio Ferroni (1968)
- La battaglia di El Alamein, regia di Giorgio Ferroni (1969)
- 5 per l'inferno, regia di Italo Martinenghi (1969)
- I quattro del pater noster, regia di Ruggero Deodato (1969)
- Sono Sartana, il vostro becchino, regia di Giuliano Carnimeo (1969)
- Indio Black, sai che ti dico: sei un gran figlio di..., regia di Gianfranco Parolini (1970)
- Una nuvola di polvere... un grido di morte... arriva Sartana, regia di Giuliano Carnimeo (1970)
- Il corsaro nero, regia di Lorenzo Gicca Palli (1971)
- Mania di grandezza, regia di Gérard Oury (1971)
- ...e poi lo chiamarono il Magnifico, regia di E.B. Clucher (1972)
- Sotto a chi tocca!, regia di Gianfranco Parolini (1972)
- Si può fare... amigo, regia di Maurizio Lucidi (1972)
- Lo chiamavano Tresette... giocava sempre col morto, regia di Giuliano Carnimeo (1973)
- Dudù il maggiolino a tutto gas, regia di Rudolf Zehetgruber (1973)
- Crash! Che botte... Strippo strappo stroppio, regia di Bitto Albertini (1973)
- Passi di danza su una lama di rasoio, regia di Maurizio Pradeaux (1973)
- Il brigadiere Pasquale Zagaria ama la mamma e la polizia, regia di Luca Davan (1973)
- Storia di karatè, pugni e fagioli, regia di Tonino Ricci (1973)
- ...e così divennero i 3 supermen del West, regia di Italo Martinenghi (1974)
- La pazienza ha un limite... noi no!, regia di Franco Ciferri (1974)
- I figli di zanna bianca, regia di Maurizio Pradeaux (1974)
- Dudino il supermaggiolino, regia di Rudolf Zehetgruber (1975)
- Il Corsaro Nero, regia di Sergio Sollima (1976)
- Bluff - Storia di truffe e di imbroglioni, regia di Sergio Corbucci (1976)
- Il grande racket, regia di Enzo G. Castellari (1976)
- La banda del gobbo, regia di Umberto Lenzi (1977)
- La tigre è ancora viva: Sandokan alla riscossa!, regia di Sergio Sollima (1977)
- Messalina, Messalina!, regia di Bruno Corbucci (1977)
- La mazzetta, regia di Sergio Corbucci (1978)
- Pari e dispari, regia di Sergio Corbucci (1978)
- 3 Supermen contro il Padrino (Süpermenler), regia di Italo Martinenghi (1979)
- La poliziotta della squadra del buon costume, regia di Michele Massimo Tarantini (1979)
- Venerdì, episodio di Sabato, domenica e venerdì, regia di Castellano e Pipolo (1979)
- La settimana bianca, regia di Mariano Laurenti (1980)
- Il casinista, regia di Pier Francesco Pingitore (1980)
- Poliziotto superpiù, regia di Sergio Corbucci (1980)
- Zucchero, miele e peperoncino, regia Sergio Martino (1980)
- Mi faccio la barca, regia di Sergio Corbucci (1980)
- Chi trova un amico trova un tesoro, regia di Sergio Corbucci (1981)
- Il marchese del Grillo, regia di Mario Monicelli (1981)
- Car Crash, regia di Antonio Margheriti (1981)
- Ciao Nemico, regia di E.B. Clucher (1981)
- Bingo Bongo, regia di Pasquale Festa Campanile (1982)
- Incontro nell'ultimo paradiso, regia di Umberto Lenzi (1982)
- A tu per tu, regia di Sergio Corbucci (1984)
- Joan Lui - Ma un giorno nel paese arrivo io di lunedì, regia di Adriano Celentano (1985)
- L'inchiesta, regia di Damiano Damiani (1986)
- 3 Supermen in Santo Domingo, regia di Italo Martinenghi (1986)
- I picari, regia di Mario Monicelli (1987)
- La notte degli squali, regia di Tonino Ricci (1988)
- Natura contro, regia di Antonio Climati (1988)
- Dimenticare Palermo, regia di Francesco Rosi (1990)
- Il padrino - Parte III, regia di Francis Ford Coppola (1990)
- Il sole buio, regia di Damiano Damiani (1990)
- Le comiche, regia di Neri Parenti (1990)
- Johnny Stecchino, regia di Roberto Benigni (1991)
- La corsa dell'innocente, regia di Carlo Carlei (1993)
- Long life together (1994)
- Al centro dell'area di rigore, regia di Bruno Garbuglia (1996)
- Frigidaire - Il film, regia di Giorgio Fabris (1998)
- Anche se è amore non si vede, regia di Ficarra e Picone (2011)

### Televisione
- L'isola del tesoro, regia di Antonio Margheriti – miniserie TV (1987)
- Uomo contro uomo – miniserie TV (1989)
- La figlia del maharajah – miniserie TV (1994)
- L'amore oltre la vita – miniserie TV (1999)
- Ferrari – miniserie TV (2003)